# Marty Pierce
Martin John „Marty“ Pierce (* 16. April 1966 in West Allis) ist ein ehemaliger US-amerikanischer Eisschnellläufer.
Pierce wurde im Jahr 1985 US-amerikanischer Meister im Sprint-Mehrkampf und nahm nur in der Saison 1987/88 und 1991/92 an internationalen Wettbewerben teil. Dabei startete er bei fünf Läufen im Eisschnelllauf-Weltcup und erreichte im Januar 1988 in Innsbruck mit dem dritten Platz über 500 m seine beste Platzierung in dieser Rennserie. Bei den Olympischen Winterspielen 1988 in Calgary belegte er den 22. Platz über 500 m und bei den Olympischen Winterspielen 1992 in Albertville den 19. Rang über 500 m.

## Persönliche Bestleistungen
| Disziplin | Zeit        | Datum             | Ort        |
| --------- | ----------- | ----------------- | ---------- |
| 500 m     | 37,19 s     | 17. Januar 1988   | Davos      |
| 1000 m    | 1:17,23 min | 18. Januar 1992   | Davos      |
| 1500 m    | 2:06,99 min | 6. Januar 1984    | West Allis |
| 3000 m    | 4:38,20 min | 10. Dezember 1982 | West Allis |
| 5000 m    | 8:11,35 min | 1. Januar 1984    | West Allis |